# Flugunfall bei Samedan 1970
Der Flugunfall bei Samedan 1970 ereignete sich am 6. März 1970. An diesem Tag bekam eine Handley Page Jetstream HP.137 der Bavaria Fluggesellschaft einen schweren Triebwerksschaden, während die Maschine sich im Endanflug auf den Flugplatz Samedan in der Schweiz befand. Das Flugzeug, mit der ein Lufttaxiflug durchgeführt wurde, war am Flughafen München-Riem gestartet. Es stürzte drei Kilometer vor dem Flugplatz zu Boden. Dabei wurden alle elf Insassen getötet, darunter der Gründer der Fluggesellschaft, Max Schwabe.

## Maschine
Die Maschine war eine Handley Page Jetstream HP.137, die im Jahr 1969 im Werk von Handley Page im Vereinigten Königreich gebaut worden war und die Seriennummer 4 trug. Sie absolvierte ihren Erstflug am 10. Februar 1969 mit dem Testkennzeichen G-8-5, am 28. April 1969 wurde sie mit dem Kennzeichen G-AXEM auf den Hersteller zugelassen. Das prinzipiell für 18 Sitzplätze ausgelegte Flugzeug war aus Komfortgründen mit nur 11 Sitzplätzen ausgestattet. Die Zulassung mit dem Luftfahrzeugkennzeichen D-INAH erfolgte am 22. Oktober 1969, als die Maschine an die Bavaria Fluggesellschaft ausgeliefert wurde. Es handelte sich um das einzige Flugzeug dieses Typs bei der Fluggesellschaft. Das zweimotorige Kurzstreckenflugzeug war mit zwei Turboproptriebwerken des Typs Turbomeca Astazou XIVC ausgestattet.

## Passagiere und Besatzung
An Bord befand sich eine zweiköpfige Besatzung, bestehend aus einem Flugkapitän und einem Ersten Offizier. Der Flugkapitän war der Gründer und Chefpilot der Bavaria Fluggesellschaft, Max Schwabe. Er verfügte über 6741 Stunden Flugerfahrung, darunter 84 mit der Handley Page Jetstream. Passagiere des Lufttaxiflugs von München nach Samedan war die Familie von Max Schwabe, sechs Kinder und drei Erwachsene. Für diesen Charter-Lufttaxiflug waren keine Flugbegleiter vorgesehen.

## Unfallhergang
Die Maschine war um 14:17 Uhr vom Flughafen München-Riem gestartet. Im Endanflug auf den Flugplatz Samedan versagte das linke Triebwerk der Maschine und geriet in Brand. Um 14:57 Uhr sendete die Besatzung an den Flugplatz Samedan den Notruf: „Mayday, mayday, engine fire“. Unmittelbar darauf meldete sie eine Fahrwerksstörung und kündete eine Notlandung an, sinngemäß mit den Worten: „Stellen sie die Flugplatzfeuerwehr bereit. Das Fahrwerk ist nicht in Ordnung, wir versuchen eine Landung auf Schnee, wenn es nicht gelingt, grüßen sie unsere Angehörigen“. Die Maschine verlor an Höhe und Geschwindigkeit. Zeugen sahen, dass im Bereich des linken Triebwerks Flammen austraten und sich der Propeller dort nur noch langsam drehte, kurz darauf einen Feuerball auf dem linken Flügel sowie einen Gegenstand, der dort herunter hing. Etwa drei Kilometer vor der Landebahnschwelle und 500 Meter links von der Anfluggrundlinie stürzte die Maschine zwischen La Punt und Bever GR nordöstlich vom Weiler Champesch in den Schnee. Sie kappte dabei eine größere Lärche und zerriss zwei Kabel einer 220-kV-Hochspannungsleitung. Nach dem Aufschlag brannte das Wrack nicht mehr. Unter den elf Insassen gab es keine Überlebenden.

## Unfallursache
Als Unfallursache wurde ein Turbinenschaden im Endanflug festgestellt, der zu einem Brand und Leistungsverlust an Triebwerk Nr. 1 (links) führte. Der Bericht des B3A (Bureau of Aircraft Accident Archives) spricht von einem Bersten des Turbinenrades der ersten Stufe  dieses Triebwerks, gefolgt von einer mutmaßlichen Überhitzung und Explosion.